# Бриџвил (Делавер)
Бриџвил (енгл. Bridgeville) град је у Округу Сасекс у америчкој савезној држави Делавер. По попису становништва из 2010. у њему је живело 2.048 становника

## Демографија
| Група             | 2000.       | 2010.         |
| Белци             | 734 (51,1%) | 1.189 (58,1%) |
| Афроамериканци    | 453 (31,5%) | 494 (24,1%)   |
| Азијати           | 10 (0,7%)   | 6 (0,3%)      |
| Хиспаноамериканци | 239 (16,6%) | 311 (15,2%)   |
| Укупно            | 1.436       | 2.048         |